# City of Colchester
Colchester ist ein Verwaltungsbezirk mit dem Status eines City (bis 2022: mit dem Status eines Borough) in der Grafschaft Essex in England. Er ist nach dessen Verwaltungssitz Colchester benannt. Er erstreckt sich vom Dedham Vale an der Grenze zu Suffolk im Norden bis nach Mersea Island im Süden. Weitere größere Orte sind West Mersea und Wivenhoe.
Der Bezirk wurde am 1. April 1974 gebildet und entstand aus der Fusion der Stadt Colchester, der Urban Districts West Mersea und Wivenhoe sowie der Rural Districts Lexden und Winstree.